# Morbius (film)
Morbius è un film del 2022 diretto da Daniel Espinosa.
Basato sull'omonimo personaggio di Marvel Comics, è il terzo film del Sony's Spider-Man Universe (SSU).
È stato distribuito negli Stati Uniti il 1º aprile 2022. Ha ricevuto recensioni negative, con critiche alla sceneggiatura, effetti visivi e le scene dopo i titoli di coda, nonostante l'interpretazione di Smith abbia ricevuto qualche elogio. A causa del fallimento critico e commerciale, è stato oggetto di numerosi meme di Internet, i quali ottennero una popolarità tale da spingere Sony a ridistribuire il film per una seconda volta a giugno 2022, ottenendo tuttavia un'altra deludente performance.

## Trama
In un ospedale privato in Grecia, il piccolo Michael Morbius accoglie con piacere l'arrivo di un nuovo bambino chiamato Lucien, che decide di soprannominare "Milo". Entrambi soffrono di una rara malattia ematica, venendo bullizzati per questo. Dopo che Michael riesce a salvare la vita di Milo riparando il macchinario che lo tiene in vita, il loro tutore Nicholas fa in modo che Michael studi in una scuola speciale per giovani geni in America, mentre lui continuerà a prendersi cura di Milo.
Venticinque anni dopo, l'ormai 35enne dottor Michael Morbius rifiuta in Svezia un premio Nobel, per aver sviluppato del sangue sintetico che ha salvato milioni di vite, a causa del suo fallimento nel trattamento a lungo termine della sua malattia. Tornato al suo laboratorio a New York City, la dottoressa Martine Bancroft, collega di Morbius, lo critica per gli esperimenti illegali che l’ematologo sta conducendo su pipistrelli vampiri, rubati illegalmente dalla foresta amazzonica, tentando di replicare sull’essere umano il loro vampirismo transgenico, in modo da curare efficacemente la sua malattia. Dopo aver informato Nicholas e Milo (ora miliardario) del suo nuovo esperimento, Morbius ottiene finanziamenti da Milo per continuare i suoi esperimenti illegali su una nave mercantile in acque internazionali. Morbius sviluppa una cura funzionante, ma si trasforma in una creatura simile a un vampiro. In preda ad una feroce sete di sangue, Morbius massacra e prosciuga l'intero equipaggio della nave; durante il conflitto, Martine cade in coma dopo aver battuto la testa. Tornato in sé, una volta che la sua sete di sangue si è placata, un inorridito Morbius cancella tutti i filmati delle telecamere a circuito chiuso, prima di diramare una richiesta di soccorso e saltare fuori bordo.
Ritornato al suo laboratorio, Morbius analizza i suoi nuovi poteri, scoprendo di doversi nutrire di sangue ogni sei ore per sopravvivere, che i suoi pipistrelli lo riconoscono come uno di loro e che ora ha una forza sovrumana e una capacità di ecolocalizzazione. Altrove, gli agenti dell'FBI Simon Stroud e Al Rodriguez indagano sulle vittime di Morbius a bordo della nave. Milo arriva al laboratorio e scopre Morbius guarito dalla sua malattia e in cerca di sangue per mantenersi in forze, ma va via indignato quando Morbius si rifiuta di dargli la cura per non costringerlo al suo stesso fato. Più tardi, Morbius scopre che un'infermiera del suo ospedale è stata prosciugata del suo sangue e uccisa. Credendosi responsabile, tenta di fuggire dall'ospedale prima di permettere a Stroud e Rodriguez, che avevano dedotto il suo coinvolgimento nelle uccisioni dalla presenza sulla nave di Martine, risvegliatasi dal coma, di arrestarlo. In prigione, Morbius incontra Milo, che si finge il suo avvocato e gli promette di usare i suoi contatti per liberarlo. Dopo che Milo se ne va senza il suo bastone, Morbius si rende conto che l’amico ha preso la cura ed evade di prigione per affrontarlo. Ammettendo di aver ucciso l'infermiera, Milo chiede a Morbius di unirsi a lui nell'abbracciare la loro nuova natura e vivere come vampiri, prima di uccidere un gruppo di agenti di polizia che tentano di arrestare Morbius, il quale fugge.
Il giorno successivo, Morbius incontra Martine, raccontandole del coinvolgimento di Milo e chiedendole di stare lontano da lui. Morbius requisisce da alcuni falsari un nuovo laboratorio su cui lavorare, sviluppando un composto a base di ferro per suicidarsi. Altrove, Stroud e Rodriguez trovano il filmato di uno degli attacchi di Milo a dei clienti di un bar, riconoscendolo come qualcuno diverso da Morbius. Sebbene praticamente irriconoscibile, Milo viene riconosciuto da Nicholas, che va nel suo appartamento e lo supplica di fermarsi. Affrontandolo per aver sempre trattato Morbius come il figlio prediletto, Milo ferisce a morte Nicholas e gli ordina di chiamare Morbius. Mentre Morbius risponde alla telefonata di Nicholas e va al suo fianco, vedendolo morire, Milo raggiunge Martine, ora in intimità con Michael, e la ferisce mortalmente. Avvertendo i suoi ultimi momenti di vita, Morbius vola attraverso la città e tiene tra le braccia la donna mentre muore, prima di nutrirsi del suo sangue per potenziarsi. Affrontando il suo rivale nelle fogne, Morbius evoca e scaglia contro Milo un esercito di pipistrelli, i quali lo tengono immobile abbastanza a lungo da permettere a Michael di usare il composto su di lui, ponendo fine alla sua sete di sangue ma anche alla sua vita. In lutto per Milo e Martine, Morbius prende il volo con lo sciame di pipistrelli, rivelandosi al mondo e abbracciando la sua natura di vampiro. Nel mentre, Martine ritorna in vita con gli stessi poteri di Morbius.
Nella prima scena durante i titoli di coda, su tutta New York si apre uno squarcio del Multiverso e Adrian Toomes si ritrova trasportato nell'universo di Morbius. Nella seconda scena durante i titoli di coda, Toomes convoca Morbius e gli propone di lavorare assieme, sapendo che è Spider-Man la causa della sua presenza in quell'universo.

## Produzione
Il budget del film è 75 milioni di dollari, compresi anche i costi di distribuzione.

## Promozione
Il teaser trailer è stato pubblicato il 13 gennaio 2020, seguito il giorno successivo da quello in lingua italiana.

## Distribuzione
Il film avrebbe dovuto essere distribuito nelle sale cinematografiche statunitensi il 31 luglio 2020, ma la data è stata posticipata a causa della pandemia di COVID-19 prima al 19 marzo 2021, poi all'8 ottobre 2021, poi al 21 gennaio 2022, poi al 28 gennaio 2022 ed infine al 1 aprile 2022, mentre in Italia esce il 31 marzo dello stesso anno. Il 3 giugno 2022, Sony ha nuovamente distribuito il film in mille cinema americani per un fine settimana.

### Edizione italiana
La direzione del doppiaggio è di Marco Guadagno e i dialoghi italiani sono curati da Marco Liguori per conto della Iyuno che si è occupata anche della sonorizzazione.

## Accoglienza

### Incassi
Il film ha incassato 73 865 530 $ negli Stati Uniti e 93 595 431 $ nel resto del mondo, per un totale di 167460961 $ milioni in tutto il mondo.

### Critica
Il film ha ottenuto recensioni negative dalla critica. Sul sito aggregatore di recensioni Rotten Tomatoes detiene una percentuale di gradimento del 15% sulla base di 283 recensioni, con un voto medio di 3.80 su 10 ed il consenso critico: "Maledetto da effetti poco ispirati, recitazioni meccaniche, ed una storia al limite del nonsenso, questo cupo prodotto incasinato è un vano tentativo di realizzare un film su Morbius". Sul sito Metacritic il film ottiene un punteggio medio di 35 su 100, basato sul parere di 55 recensioni.
Emma Kiely di Collider criticò la sceneggiatura, definendola "pigra e poco entusiasmante", assieme allo scarso sviluppo dei personaggi. Barry Hertz di The Globe and Mail stroncò il film definendolo atroce, stupido e incoerente. Nonostante le critiche negative, il critico cinematografico Benjamin Franz di Film Threat ha elogiato la recitazione degli attori e la rappresentazione di Manhattan del film, definendo il film come "superbo" ed evidenziando come le pessime recensioni siano legate alla scelta di realizzare un film di supereroi estremamente oscuro e privo di umorismo. Anche la critica Leah Greenblatt di Entertainment ha elogiato il lavoro del regista, paragonando l'atmosfera dark del film a quella di Matrix.
Anche le scene dopo i titoli di coda hanno ricevuto recensioni estremamente negative dalla critica, che le ha trovate confuse, incoerenti e definite un fan service fallito. Scrivendo per The Mary Sue, Julia Glassman ha ritenuto che le scene "[risultassero] piatte", mentre Kate Erbland di IndieWire era perplessa dall'improvvisa apparizione di Michael Keaton alla conclusione del film. Time Out ha affermato che le scene erano un debole tentativo da parte della Sony di "corteggiare il pubblico facendogli penzolare davanti al naso una potenziale connessione" con l'MCU. Brady Langmann di Esquire e Don Kaye di Den of Geek hanno criticato la scarsa scrittura e la mancanza di logica delle scene. Eliana Dockterman di Time ha descritto la scena come l'adempimento del "mandato aziendale" di Sony di collegare l'SSU all'MCU, sottolineando come contraddicesse molti elementi della trama di Spider-Man: Homecoming e Spider-Man: No Way Home.
Alla 43ª edizione dei Razzie Awards il film è stato candidato per il Peggior film, Peggior regista, Peggior attore protagonista, Peggior attrice non protagonista, e Peggior sceneggiatura, vincendo per il Peggior attore (a Jared Leto) e Peggior attrice non protagonista (a Adria Arjona).

## Influenza culturale
A causa del suo scarso successo e delle dure critiche, è presto diventato un meme di internet. Molte persone hanno iniziato a condividere post che ironicamente elogiavano il film.  Dopo la sua uscita, diventò un trend l'hashtag #MorbiusSweep, che scherzosamente affermava che fosse il film con maggior successo finanziario di tutti i tempi. Molti affermarono inoltre che Morbius fu il primo film a guadagnare un trilione di dollari, o meglio "un morbilione" di dollari, e che il film aveva ricevuto il 200% di recensioni positive su Rotten Tomatoes, dato logicamente impossibile.
Il film ha ricevuto un'ulteriore rinascita come fenomeno di internet dopo la sua uscita on demand. Diventò molto diffuso il falso slogan "It's morbin' time" ("È ora di morbare"), gioco di parole senza significato sul nome del film stesso e la frase di trasformazione dei Power Rangers "It's Morphin' time". Gli utenti del server Discord ufficiale del film si chiamarono "Morbheads" e si impegnano a diffondere molte copie piratate su vari server. La pirateria di Morbius si è diffusa anche su altre piattaforme fra cui Twitter, dove l'intero film è stato pubblicato in una serie di 52 video della durata di due minuti, su Tumblr, dove è stato compresso in un minuscolo file GIF e su Twitch, dove veniva trasmesso in live streaming.